# Mikrosporogeneza

Powstawanie mikrospor

Mikrosporogeneza – proces powstawania mikrospor u paprotników różnozarodnikowych i roślin nasiennych.

## U roślin nasiennych
U roślin nasiennych mikrosporogeneza zachodzi w komorze pyłkowej pylnika. Rozpoczyna się podziałem mejotycznym diploidalnych komórek tkanki archesporialnej (mikrosporocytów, czyli komórek macierzystych mikrospor). Na początku mejozy mikrosporocyty izolują się od tapetum. Poprzez nawarstwianie się otoczki kalozowej zerwaniu ulegają także połączenia cytoplazmatyczne między nimi. Po mejozie i cytokinezie z każdej komórki archesporialnej powstają cztery haploidalne komórki, tworzące tetradę mikrospor. Następnie ściany kalozowe ulegają hydrolizie, a na każdej mikrosporze powstaje nowa ściana – sporoderma. Sporoderma nazywana jest również ścianą ziarna pyłku.
Po zakończeniu mikrosporogenezy u roślin nasiennych z powstałych haploidalnych mikrospor zaczyna się rozwijać ziarno pyłku, czyli gametofit męski. Proces ten nazywamy gametofitogenezą. Jądro mikrospory dzieli się mitotycznie – jedno z jąder potomnych należy do dużej komórki wegetatywnej, drugie do mniejszej komórki generatywnej, z której po kolejnym podziale mitotycznym powstają dwie komórki plemnikowe. Komórka generatywna bezpośrednio po mitozie leży przy ścianie ziarna pyłku, następnie otaczana jest całkowicie przez komórkę wegetatywną. Również wewnątrz komórki wegetatywnej (nazywanej również komórką łagiewkową) znajdują się po drugiej mitozie obie komórki plemnikowe. Podział komórki generatywnej może mieć miejsce jeszcze w komorze pyłkowej, powstaje wtedy trójkomórkowe ziarno pyłku. Podział komórki generatywnej może nastąpić później, podczas wzrostu łagiewki pyłkowej, wypustki wytworzonej przez komórkę wegetatywną podczas zapylenia. W takim przypadku w chwili uwalniania ziaren pyłku z pylników są one dwukomórkowe. Właściwymi komórkami rozrodczymi (gametami) są komórki plemnikowe.

## U paprotników
U poryblinowców z komórek archesporialnych w mikrosporangiach powstaje tkanka sporogeniczna, która różnicuje się na komórki płonne i płodne komórki macierzyste mikrospor. Komórki płodne po podziale mejotycznym tworzą tetrady mikrospor. Zarówno u poryblinowców, jak i u paproci różnozarodnikowych zazwyczaj dojrzewają wszystkie zarodniki i dlatego może ich powstać znaczna liczba (u poryblinów nawet do miliona w jednym mikrosporangium).